# Coppa Italia 2011/12
Die Coppa Italia, der bedeutendste italienische Pokalwettbewerb, begann in der Saison 2011/12 am 6. August 2011 mit den Erstrundenspielen. Das Finale fand am 20. Mai 2012 zwischen SSC Neapel und dem Juventus Turin statt und wurde im Stadio Olimpico in Rom ausgetragen. Neapel entschied das Finale mit einem 2:0 für sich.  Der Sieger ist direkt für die Gruppenphase der Europa League 2012/13 qualifiziert.

## Modus
An der 64. Ausgabe des Wettbewerbs nehmen insgesamt 78 Mannschaften teil. Zum einen alle 20 Mannschaften der Serie A sowie alle 22 Vereine der Serie B. Des Weiteren werden 27 Teams von der Lega Pro, der dritthöchsten Profiliga Italiens, gestellt, wobei 24 aus der Lega Pro Prima Divisione und drei Vereine aus der Lega Pro Seconda Divisione stammen. Die 24 Teams bestehen dabei in jedem Fall aus den vier Absteigern der vergangenen Serie B Saison, den Teams, die in den Playoffs um den Aufstieg in die Serie B im Jahre 2011 gescheitert sind sowie den Finalisten des Coppa Italia Lega Pro des Jahres 2011.
Die restlichen Plätze werden dann mit den punktemäßig besten Vereinen der Girone A und Girone B der vergangenen Saison aufgefüllt. Die restlichen neun Startplätze werden an die Zweitplatzierten der Saison 2010/11 der neun Gruppen der Serie D, der höchsten Amateurspielklasse, vergeben, da die jeweils Gruppenersten aufstiegen.
Atletico Roma wäre als Playoff-Teilnehmer des vorangegangenen Jahres eigentlich teilnahmeberechtigt, wurde jedoch aufgrund von finanziellen Engpässen vom italienischen Profifußball ausgeschlossen.
In der ersten Runde treffen die 36 Mannschaften der drei untersten Spielklassen aufeinander. Die Gewinner der Spiele treffen dann in der zweiten Runde auf die 22 Vereine der Serie B. In der dritten Runde wiederum greifen die Erstligisten der Plätze 9–20 der vergangenen Saison ins Geschehen ein. Die 16 Gewinner dieser dritten Runde spielen anschließend erst in einer weiteren Qualifikationsrunde untereinander 8 Teams aus, die dann im Achtelfinale auf die Klubs der Plätze 1–8 der vergangenen Saison treffen.
Jede Begegnung wird in einem Spiel entschieden, nur im Halbfinale werden Hin- und Rückspiele ausgetragen.
Bei Torgleichheit nach 90 Spielminuten wird mit einer Verlängerung und einem möglichen anschließenden Elfmeterschießen sofort eine Entscheidung herbeigeführt. Bei den Halbfinalbegegnungen gilt die Auswärtstorregel.

## 1. Runde
|                            | Ergebnis        |                            |
| -------------------------- | --------------- | -------------------------- |
| Piacenza Calcio            | 3:0             | US Città di Pontedera      |
| Spezia Calcio              | 3:0             | A.S.D. Vallée d’Aoste      |
| AS Taranto Calcio          | 2:1             | Feralpisalò                |
| US Alessandria             | 1:0             | US Casertana               |
| SS Barletta Calcio         | 0:1             | Carrarese Calcio           |
| Como Calcio                | 1:2             | AC Prato                   |
| US Foggia                  | 3:0             | Trapani Calcio             |
| AC Lumezzane               | 4:1             | Aurora Pro Patria          |
| Benevento Calcio           | 1:1 (4:3 i. E.) | Tritium Calcio 1908        |
| SS Virtus Lanciano         | 1:2             | AS Castel Rigone           |
| US Latina                  | 0:1             | L’Aquila Calcio            |
| Calcio Portogruaro Summaga | 0:3             | AS Avellino 1912           |
| Sorrento Calcio            | 4:1             | SP Tamai                   |
| US Triestina               | 2:0             | AC Voghera                 |
| Frosinone Calcio           | 3:0             | Pomigliano Calcio          |
| AC Pisa                    | 3:0             | ASD Bacoli Sibilla Flegrea |
| US Siracusa                | 1:0             | Teramo Calcio              |
| AC Reggiana                | 1:2             | Carpi FC                   |

## 2. Runde
|                      | Ergebnis         |                   |
| -------------------- | ---------------- | ----------------- |
| AS Cittadella        | 3:2 n. V.        | AC Pisa           |
| FC Modena            | 4:0              | Frosinone Calcio  |
| Brescia Calcio       | 5:0              | L’Aquila Calcio   |
| AS Livorno           | 3:1              | US Siracusa       |
| Reggina Calcio       | 1:0              | Carrarese Calcio  |
| FC Turin             | 1:0              | AC Lumezzane      |
| US Sassuolo Calcio   | 2:1              | SS Juve Stabia    |
| Vicenza Calcio       | 1:2              | Hellas Verona     |
| Delfino Pescara 1936 | 2:2 (9:10 i. E.) | US Triestina      |
| UC Albinoleffe       | 2:1              | AS Castel Rigone  |
| Ascoli Calcio        | 3:1 n. V.        | AS Taranto Calcio |
| AS Varese 1910       | 0:1              | AS Avellino 1912  |
| FC Empoli            | 4:1              | Piacenza Calcio   |
| AS Bari              | 1:0              | Spezia Calcio     |
| Padova Calcio        | 4:2              | Carpi FC          |
| FC Crotone           | 1:0              | Sorrento Calcio   |
| US Grosseto          | 3:2              | AC Prato          |
| AS Gubbio            | 2:2 (3:2 i. E.)  | Benevento Calcio  |
| ASG Nocerina         | 2:0              | US Foggia         |
| Sampdoria Genua      | 3:2 n. V.        | US Alessandria    |

## 3. Runde
|                  | Ergebnis       |                  |
| ---------------- | -------------- | ---------------- |
| CFC Genua        | 4:3            | ASG Nocerina     |
| FC Empoli        | 2:1            | Sampdoria Genua  |
| Sassuolo Calcio  | 3:3 2:4 i. E.) | Hellas Verona    |
| FC Modena        | 2:1            | Reggina Calcio   |
| AC Florenz       | 2:1            | AS Cittadella    |
| AC Cesena        | 1:0 n. V.      | Ascoli Calcio    |
| Atalanta Bergamo | 3:4            | AS Gubbio        |
| AS Bari          | 4:0            | AS Avellino 1912 |
| FC Bologna       | 2:1            | Padova Calcio    |
| Cagliari Calcio  | 5:1            | UC Albinoleffe   |
| Chievo Verona    | 1:0            | AS Livorno       |
| Catania Calcio   | 2:1            | Brescia Calcio   |
| US Lecce         | 0:2            | FC Crotone       |
| Novara Calcio    | 4:0            | US Triestina     |
| FC Parma         | 4:1            | US Grosseto      |
| AC Siena         | 1:0            | FC Turin         |

## 4. Runde
|                 | Ergebnis  |               |
| --------------- | --------- | ------------- |
| FC Bologna      | 4:2       | FC Crotone    |
| Chievo Verona   | 3:0       | FC Modena     |
| CFC Genua       | 3:2 n. V. | AS Bari       |
| AC Florenz      | 2:1       | FC Empoli     |
| Cagliari Calcio | 1:2       | AC Siena      |
| FC Parma        | 0:2       | Hellas Verona |
| Catania Calcio  | 2:3       | Novara Calcio |
| AC Cesena       | 3:0       | AS Gubbio     |

## Achtelfinale
|                | Ergebnis        |               |
| -------------- | --------------- | ------------- |
| Juventus Turin | 2:1 n. V.       | FC Bologna    |
| US Palermo     | ?:? (4:7 i. E.) | AC Siena      |
| Lazio Rom      | 3:2             | Hellas Verona |
| SSC Neapel     | 2:1             | AC Cesena     |
| Inter Mailand  | 2:1             | CFC Genua     |
| AS Rom         | 3:0             | AC Florenz    |
| AC Mailand     | 2:1 n. V.       | Novara Calcio |
| Udinese Calcio | 1:2             | Chievo Verona |

## Viertelfinale
|                | Ergebnis |               |
| -------------- | -------- | ------------- |
| Juventus Turin | 3:0      | AS Rom        |
| Chievo Verona  | 0:1      | AC Siena      |
| SSC Neapel     | 2:0      | Inter Mailand |
| AC Mailand     | 3:1      | Lazio Rom     |

## Halbfinale
|            | Gesamt |                | Hinspiel | Rückspiel |
| ---------- | ------ | -------------- | -------- | --------- |
| AC Siena   | 2:3    | SSC Neapel     | 2:1      | 0:2       |
| AC Mailand | 3:4    | Juventus Turin | 1:2      | 2:2 n. V. |

## Finale
| SSC Neapel                                         | SSC Neapel | Juventus Turin | Juventus Turin |
| -------------------------------------------------- | --- | --- | -------------- |
| SSC Neapel                                         | \| 20. Mai 2012 um 21:00 Uhr in Rom (Stadio Olimpico) \| \| Ergebnis: 2:0 (0:0) \| \| Schiedsrichter: Christian Brighi (Cesena) \| | \| 20. Mai 2012 um 21:00 Uhr in Rom (Stadio Olimpico) \| \| Ergebnis: 2:0 (0:0) \| \| Schiedsrichter: Christian Brighi (Cesena) \| | Juventus Turin |
| SSC Neapel                                         | Morgan De Sanctis, Hugo Campagnaro, Paolo Cannavaro, Salvatore Aronica, Christian Maggio, Blerim Džemaili, Gökhan Inler, Marek Hamšík (85. Andrea Dossena), Juan Zúñiga, Ezequiel Lavezzi (72. Goran Pandev), Edinson Cavani (91. Miguel Britos) Cheftrainer: Walter Mazzarri | Marco Storari, Andrea Barzagli, Leonardo Bonucci, Martín Cáceres, Stephan Lichtsteiner (68. Simone Pepe), Arturo Vidal, Andrea Pirlo, Claudio Marchisio, Marcelo Estigarribia, Marco Borriello (73. Fabio Quagliarella), Alessandro Del Piero (68. Mirko Vucinic) Cheftrainer: Antonio Conte | Juventus Turin |
| SSC Neapel                                         | 1:0 Edison Cavani (63.) 2:0 Marek Hamsik (83.) | | Juventus Turin |
| SSC Neapel                                         | Fabio Quagliarella (90.) | | Juventus Turin |
| 20. Mai 2012 um 21:00 Uhr in Rom (Stadio Olimpico) | | |                |
| Ergebnis: 2:0 (0:0)                                | | |                |
| Schiedsrichter: Christian Brighi (Cesena)          | | |                |